# Austrolimnophila munifica
Austrolimnophila munifica är en tvåvingeart som beskrevs av Alexander 1928. Austrolimnophila munifica ingår i släktet Austrolimnophila och familjen småharkrankar. Inga underarter finns listade i Catalogue of Life.